# (4324) Bickel
(4324) Bickel es un asteroide perteneciente al cinturón de asteroides, descubierto el 24 de diciembre de 1981 por Laurence G. Taff desde el Laboratorio Lincoln, Socorro, Nuevo México.

## Designación y nombre
Designado provisionalmente como 1981 YA1. Fue nombrado Bickel en honor al astrónomo alemán Wolf Bickel.

## Características orbitales
Bickel está situado a una distancia media del Sol de 2,544 ua, pudiendo alejarse hasta 3,052 ua y acercarse hasta 2,037 ua. Su excentricidad es 0,199 y la inclinación orbital 7,776 grados. Emplea 1482 días en completar una órbita alrededor del Sol.

## Características físicas
La magnitud absoluta de Bickel es 11,9. Tiene 11,654 km de diámetro y su albedo se estima en 0,248.